# Jean Paul Lemieux
Pour les articles homonymes, voir Lemieux.
Jean Paul Lemieux, né à Québec le 18 novembre 1904 et mort dans la même ville le 7 décembre 1990, est un peintre canadien.

## Biographie

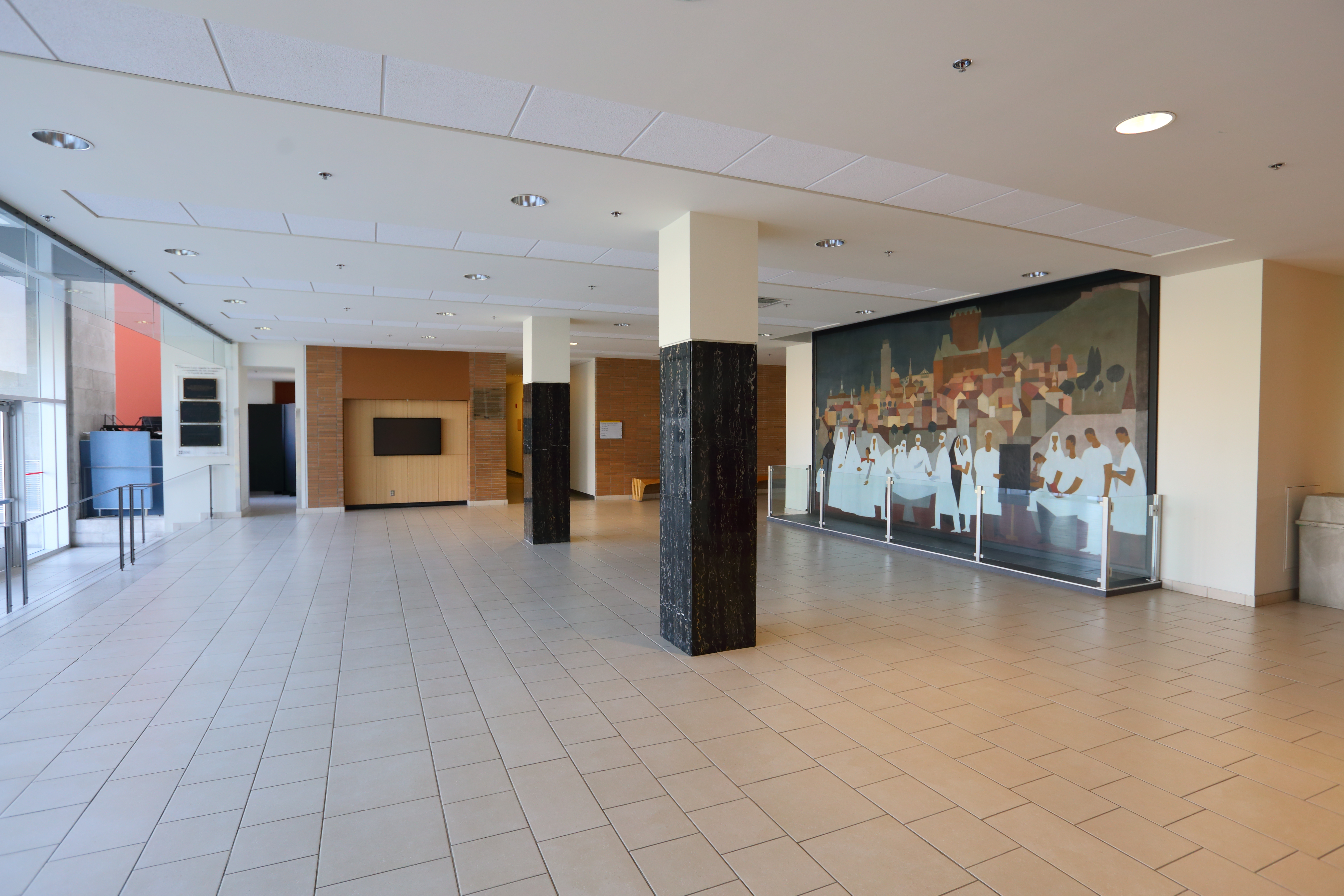
La médecine à Québec (1957), Pavillon Ferdinand-Vandry, Université Laval

Jean Paul Lemieux est né à Québec le 18 novembre 1904. Il se met à la peinture durant l'été 1914, qu'il pratique en dilettante jusqu’en 1925, année où il devient élève du peintre Marc-Aurèle de Foy Suzor-Coté. Il s'inscrit ensuite à l'École des beaux-arts de Montréal. Il suit l'enseignement de Charles Maillard et d'Edwin H. Holgate. Ce dernier l'initie à l'art moderne, en compagnie de ses confrères, dont Paul-Émile Borduas et Jori Smith.
En 1929, il s'installe quelque temps en Europe avec sa mère. Il en profitera pour parfaire ses connaissances dans le domaine de l'illustration. De retour au pays, il s'installe à Montréal et fonde le Studio JANSS, voué à l'art publicitaire. À la fermeture du studio, six mois plus tard, Lemieux entreprend un voyage aux États-Unis, où il en profite pour visiter les grands musées, dont ceux de Chicago et de New York. Les œuvres qu'il découvre alors le confortent dans sa réflexion sur ses orientations artistiques.
Après deux ans d'absence, Lemieux s'inscrit de nouveau à l'École des beaux-arts de Montréal, de 1931 à 1934. Il fréquente assidument l'atelier de Holgate. À sa sortie de l'École, il est invité à venir enseigner à la nouvelle École du meuble de Montréal que dirige alors Jean-Marie Gauvreau. Il prend de plus en plus goût à la peinture moderne et s'affranchit peu à peu des contraintes conventionnelles. En 1937, il retourne à Québec comme professeur à l'École des beaux-arts de Québec, où il enseignera jusqu'en 1965,.
Entretemps, Lemieux commence à se faire connaître. Il participe à des expositions, dont la Spring Exhibition de l'Art Association of Montréal, aujourd'hui le Musée des beaux-arts de Montréal. Il reçoit même en 1934 le Prix Brymmer remis à un artiste de moins de 35 ans. Sa notoriété augmente, alimentée par ses contributions critiques à des revues spécialisées dans lesquelles il dénonce le conservatisme et le manque d'encouragement aux arts de la part des pouvoirs publics. Ses œuvres sont régulièrement exposées à l'étranger.
Durant cette période, Lemieux peaufine son style. Il peint surtout des portraits et des paysages qu'il dépouille de plus en plus. Il affirme son approche à partir de 1951, notamment avec le tableau Les Ursulines où les bâtiments et les personnages sont ramenés à des formes géométriques, peintes dans des tons froids. Cette manière caractérisera dès lors sa production et contribuera à sa célébrité. Ses œuvres sont acquises par les musées et par les collectionneurs privés.
Durant les années soixante, Lemieux reçoit plusieurs honneurs. En 1966, il devient membre de l'Académie royale des arts du Canada. L'année suivante, le Musée des beaux-arts de Montréal lui offre une rétrospective. Il est décoré de la médaille du Conseil des Arts du Canada en 1967, ainsi que de la médaille des compagnons de l'Ordre du Canada en 1968. Divers documents biographiques (dont le film documentaire Tel qu'en Lemieux de Guy Robert) lui sont consacrés, sans compter les nombreux doctorats honoris causa décernés par les universités québécoises.
Après sa retraite de l'enseignement en 1965, sa production continue d'attirer l'attention. Il reçoit plusieurs commandes, dont un portrait controversé de la reine Élisabeth II. Il illustre également quelques romans, dont Maria Chapdelaine de l'écrivain Louis Hémon.
Il meurt à Québec le 7 décembre 1990.
Le Musée national des beaux-arts du Québec, qui compte un grand nombre d'œuvres de Lemieux dans ses collections, a inauguré une salle Jean Paul Lemieux en 2001, avant d'organiser une rétrospective en 2004 pour souligner le centenaire de sa naissance.
Son œuvre 1910 Remembered est l'une des œuvres contemporaines canadiennes les plus chères vendue à 2 millions $. En 2009, une rétrospective des œuvres de l'artiste de 1956 à 1979 a lieu à la Galerie Valentin. Une exposition intitulée: Jean Paul Lemieux. De silence et d’espace est en cours au Musée national des beaux-arts du Québec depuis le 20 février 2014.

## Œuvre
L'œuvre de Lemieux peut être divisée en trois périodes : la période dite « primitive », la période dite « classique » (de loin la plus connue) et la période dite « tardive », marquée par l'angoisse et la peur face à la menace nucléaire.
L'atmosphère d'incommunicabilité est caractéristique des toiles classiques de Lemieux et traduit l'isolement humain face à une nature toute-puissante. Ses personnages figés, empreints de mélancolie semblent attendre quelque chose qui enfin briserait la solitude de l'âme.
D'abord influencé par le Groupe des Sept, peintres paysagistes canadiens, dont les couleurs vives et les formes épurées le séduisent, Lemieux s'affranchit graduellement de la figuration et des scènes de genre d'inspiration naïve. À partir des années cinquante, il peint des paysages de plus en plus épurés, souvent ramenés à quelques éléments visuels, qui traduisent un sentiment de solitude et d'isolement. Certains tableaux, comme Le Train de midi de 1956, étire l'évocation du sujet à ses limites réalistes et rejoint presque le courant expressionniste abstrait, très en vogue à ce moment. Lemieux va progressivement éliminer le côté anecdotique de ses scènes pour ne conserver qu'un assemblage de lignes et de plans, évoquant plutôt par ce procédé l'atmosphère du sujet, tel l'univers cloîtré des Ursulines dans son tableau du même nom. Lemieux cherche ainsi un pouvoir d'évocation maximum en recourant à un minimum de formes et de couleurs. Telle sera la marque de la partie la plus caractéristique de son œuvre.
Peintre canadien d'importance, il est peu connu hors de l'Amérique du Nord. Ses œuvres ont cependant été exposées dans plusieurs musées internationaux.
On peut trouver un monument à sa mémoire dans sa ville natale, Québec, monument conçu par le sculpteur Paul Lancz.

### Dessin
- Le Fruit noir, 1943, fusain sur papier, 101,5 x 75,5 cm, Musée national des beaux-arts du Québec, Québec[13].

### Peinture
- Saint-Adèle en hiver, 1933, huile sur contreplaqué, 30 x 38,6 cm, Musée national des beaux-arts du Québec, Québec[14].
- Paysage des Cantons-de-l'Est, 1936, huile sur contreplaqué, 56 x 75,6 cm, Musée national des beaux-arts du Québec, Québec[15].
- L'Assemblée, 1936, huile sur toile, 86,5 x 111,5 cm, Musée national des beaux-arts du Québec, Québec[16].
- Les Beaux Jours, 1937, huile sur contreplaqué, 63,6 x 53,5 cm, Musée national des beaux-arts du Québec, Québec[17].
- Portrait de l'artiste à Beauport-Est, 1943, huile sur panneau de fibre de bois, 63,5 x 106,6 cm, Musée national des beaux-arts du Québec, Québec[18].
- La Fête-Dieu à Québec, 1944, huile sur toile, 152,7 x 122 cm, Musée national des beaux-arts du Québec, Québec[19].
- Le Pique-nique, 1944, huile sur toile, 66 x 51 cm, Musée national des beaux-arts du Québec, Québec[20].
- Chasseurs, 1946, huile sur panneau de fibre de bois, 70,7 x 91,1 cm, Musée national des beaux-arts du Québec, Québec[21].
- Filets de pêche à Port-au-Persil, 1951, huile sur carton collé sur panneau de gypse, 53,4 x 76,3 cm, Musée national des beaux-arts du Québec, Québec[22].
- Baigneurs à Port-au-Persil, 1951, huile sur panneau de fibre de bois, 61 x 91,5 cm, Musée national des beaux-arts du Québec, Québec[23].
- Les Ursulines, 1951, huile sur toile, 61 x 76 cm, Musée national des beaux-arts du Québec, Québec[24].
- Le Bouquet de fleurs, 1953, huile sur panneau de fibre de bois, 81,5 x 60,5 cm, Musée national des beaux-arts du Québec, Québec[25].
- La Promenade des Anglais à Nice, 1954-1955, huile sur panneau de fibre de bois, 38 x 45 cm, Musée national des beaux-arts du Québec, Québec[26].
- La Médecine à Québec, 1957, huile sur toile murale (anciennement marouflée), 304,5 × 559 cm, Pavillon Ferdinand-Vandry, Université Laval, Québec[27],[28]; étude pour la murale, 1956, au Musée national des beaux-arts du Québec[29].
- Vue de Québec, 1959, huile sur toile, 58 x 125 cm, Musée national des beaux-arts du Québec, Québec[30].
- Autoroute, 1963, huile sur toile, 59 x 100 cm, Musée national des beaux-arts du Québec, Québec[31].
- Vent de mer, 1963, huile sur toile, 71 x 109 cm, Musée national des beaux-arts du Québec, Québec[32].
- Ville enneigée, 1963, huile sur toile, 87,5 x 142 cm, Musée national des beaux-arts du Québec, Québec[33].
- La Mort par un clair matin, 1963, huile sur toile, 106,5 x 78,5 cm, Musée national des beaux-arts du Québec, Québec[34].
- Jeune fille dans le vent, 1964, huile sur toile, 87,3 x 62,5 cm, Musée national des beaux-arts du Québec, Québec[35].
- Une journée à la campagne, 1967, huile sur toile, 20 x 178,3 cm, Musée national des beaux-arts du Québec, Québec[36].
- Le Rapide, 1968, huile sur toile, 101 x 204 cm, Musée national des beaux-arts du Québec, Québec[37].
- L'Adieu, vers 1968, huile sur toile, 36,5 x 110,3 cm, Musée national des beaux-arts du Québec, Québec[38].
- La Visite des dames, 1971, huile sur toile, 76,5 x 135,5 cm, Musée national des beaux-arts du Québec, Québec[39].
- Paroisse, vers 1972-1974, huile sur toile, 61,5 x 184,5 cm, Musée national des beaux-arts du Québec, Québec[40].
- Une maison à la campagne, 1973, huile sur toile, 71,5 x 127 cm, Musée national des beaux-arts du Québec, Québec[41].
- Autoportrait, 1974, huile sur toile, 167 x 79 cm, Musée national des beaux-arts du Québec, Québec[42].
- La Dame de cœur, 1979, huile sur toile, 112,2 x 43,5 cm, Musée national des beaux-arts du Québec, Québec[43].
- Tourné vers le cosmos, entre 1980 et 1985, huile sur toile, 135 x 70,5 cm, Musée national des beaux-arts du Québec, Québec[44].

## Honneurs
- 1966 - Membre de l'Académie royale des arts du Canada
- 1967 - Médaille du Conseil des Arts du Canada
- 1967 - Compagnon de l'Ordre du Canada
- 1971 - Prix Louis-Philippe-Hébert
- 1974 - Prix Molson
- 1990 - Membre de l'Académie des Grands Québécois
- 1997 - Grand officier de l'Ordre national du Québec

## Hommages
- La rue Jean-Paul-Lemieux a été nommée en son honneur, en 2006, dans la ville de Québec.
- Une plaque Ici vécut de la ville de Québec est présente au 634, rue Grande-Allée Est, en son honneur, pour indiquer son ancien lieu de résidence.

## Citations sur Jean Paul Lemieux
- « Jean Paul Lemieux a peint des tableaux dont le pouvoir d'attraction a été salué par un indéniable succès populaire et critique. Mais au-delà du charme apparent de certains sujets, il y a le parcours émouvant du peintre des grands espaces, des gens du Nord, de l'âme collective québécoise partagée entre la nostalgie du passé et les inconnues de l'avenir. » (John R. Porter, historien de l'art et Directeur général du Musée national des beaux-arts du Québec depuis 1993)
- « L'œuvre de Jean Paul Lemieux, si particulière et personnelle qu'elle soit, n'en demeure pas moins la meilleure introduction, la plus précise, la plus exacte, la plus rêveuse et la plus poétique à notre pays, immense et désert, habité, de-ci, de-là par des créatures éprouvant la vie et la mort, dans l'étonnement des premiers jours du monde. Le cœur mis à nu, sans faute, dans son évidence irréfutable. » (Anne Hébert, Avant-propos à L'Univers de Jean Paul Lemieux, de Gaëtan Brulotte, p. 13)
- « Bien que ses toiles soient souvent localisées, identifiées qu'elles sont par la ville de Québec et le fleuve Saint-Laurent, l'artiste a su, plus profondément, dépasser les horizons limités d'un territoire. Selon lui, le peintre doit déborder les murs de son petit monde familier, de son atelier ou d'une salle de cours, pour s'inscrire dans un espace de communication plus large. "L'art n'a pas de frontières; le véritable artiste peint pour la joie de peindre et la terre entière est son pays." (Le Temps, 8 novembre 1940). Ainsi une partie de l'originalité de Lemieux tient à cette vision ouverte qu'il avait. En se teintant d'une forte dominante nordique, son œuvre lui confère une place à part dans le musée imaginaire mondial: celui de peintre par excellence du septentrion. Mais il transcende ces étiquettes: à travers des sujets canadiens et des figures de son monde intérieur, il a développé une approche personnelle du particulier, qui ouvre son art sur l'universel.» (Gaëtan Brulotte, L'Univers de Jean Paul Lemieux, Montréal, Fidès, 1996, p. 46.)